# 樟叶槭
樟叶槭（学名：Acer cinnamomifolium）是无患子科槭属的植物，为中国的特有植物。分布在中国大陆的湖南、广西、湖北、江西、广东、浙江、贵州、福建等地，生长于海拔300米至1,200米的地区，常生长在比较潮湿的阔叶林中，目前尚未由人工引种栽培。

## 别名
桂叶槭（经济植物手册）

## 异名
- Acer cinnamomifolium Hayata var. macrocarpum (Hu) S. Y. Liang
- Acer cinnamomifolium Hayata var. microphyllum Fang et S. Y. Liang